# Karp (województwo lubelskie)
Karp – wieś w Polsce położona w województwie lubelskim, w powiecie zamojskim, w gminie Sitno.
W latach 1975–1998 miejscowość administracyjnie należała do województwa zamojskiego.
Wieś jest sołectwem w gminie Sitno. Według Narodowego Spisu Powszechnego z roku 2011 wieś liczyła 154 mieszkańców.
Wierni Kościoła rzymskokatolickiego należą do parafii Parafia św. Michała Archanioła w Cześnikach.